# Kvicksilver(I)klorid
Kvicksilver(I)klorid är en kemisk förening av kvicksilver och klor med formeln Hg2Cl2. Ämnet kallas även kalomel, kvicksilverklorur och merkuroklorid, förr även sublimat.

## Framställning och egenskaper
Ämnet framställs genom sublimering av en blandning av natriumklorid och kvicksilversulfat med någon tillsats av brunsten, varvid erhålls vita, stråliga kristallinska massor, vilka rivs till pulver och löses i vatten med tillsats av etanol, eter och glycerol. Ur vattenlösningen fälls med kali- eller natronlut gul kvicksilveroxid.
Ur en salmiakhaltig lösning kan utkristalliseras kvicksilverammoniumklorid.
Kvicksilverklorid är starkt gift för både högre och lägre organismer och är ett starkt antiseptiskt medel..      

## Medicinsk användning
Ämnet användes förr som laxativ och medel mot inälvsmask, samt för desinficering av händer och instrument.

## Teknisk användning
Ingår i referenselektroder vid mätning av normalpotentialer. Se korrosionspotential.
Ämnet har även haft användning inom fotografin och som impregneringsmedel för trä (”kyanisering”).